# Alapalli, Chintamani
Alapalli là một làng thuộc tehsil Chintamani, huyện Kolar, bang Karnataka, Ấn Độ.